# Hafnarfjörður
Hafnarfjörður – miasto w południowo-zachodniej Islandii, położone u nasady półwyspu Reykjanes, po jego północnej stronie, nad zatoką Hafnarfjörður (część Zatoki Faxa). Wchodzi w skład zespołu miejskiego Wielkiego Reykjavíku, tworzy gminę Hafnarfjarðarkaupstaður położoną regionie stołecznym. Od północy graniczy z miastem Garðabær. Stanowi trzecią pod względem liczby ludności miejscowość Islandii po stolicy kraju Reykjavíku i po położonym nieco bardziej na północ Kópavogur. Na początku 2018 roku zamieszkiwało je 29,4 tys. osób.

## Gospodarka
W mieście rozwinął się przemysł spożywczy i hutniczy.

## Historia
Miejscowość znana już w XV w. jako angielska, a później niemiecka osada handlowa. Prawa miejskie od 1908 roku. Domy wybudowano na lawie wulkanu Búrfell sprzed 7 tys. lat. Obecnie ważne centrum kultury i sztuki, znane ze swoich starych drewnianych domów oraz ogrodu rzeźb Vidistaðir. Według legend w centrum miasta mieszkają elfy, w parku botanicznym Hellisgerði (ogród jaskiń) – Islandczycy wierzą w istnienie Elfów, a miasto Hafnarfjörður jest najbardziej znaną ich siedzibą. Dania z elfów można zjeść w restauracji Hansen. Podawana jest tam np. zupa z ryb, grzybów z sałatką i owocami.

## Ludność
Ludność w Hafnarfjörður w latach 1910–2013.
| 1910 | – 1 547 mieszkańców  |
| 1920 | – 2 366 mieszkańców  |
| 1930 | – 3 591 mieszkańców  |
| 1940 | – 3 686 mieszkańców  |
| 1950 | – 5 087 mieszkańców  |
| 1960 | – 7 160 mieszkańców  |
| 1970 | – 9 696 mieszkańców  |
| 1980 | – 12 205 mieszkańców |
| 1990 | – 15 151 mieszkańców |
| 2000 | – 19 640 mieszkańców |
| 2008 | – 25 107 mieszkańców |
| 2013 | – 26 808 mieszkańców |

## Polonica
W mieście znajduje się klasztor polskich sióstr karmelitanek bosych, które przybyły z Elbląga na Islandię w roku 1984.

## Zabytki i inne atrakcje
- Sívertsen's Húsið – muzeum folklorystyczne mieszczące się w najstarszym budynku w mieście, datowanym na rok 1803
- Smiðjan – muzeum, w którym mieszczą się zbiory dotyczące historii miasta i okolicznego wielorybnictwa
- Galeria sztuki Hafnarborg
- Ogród rzeźb

## Festiwale
Z początkiem czerwca rusza międzynarodowy festiwal Viking Festival. Największymi atrakcjami tego festiwalu są parady wikingów, koni oraz zawody wikingów.

## Miasta partnerskie
- Cuxhaven, Niemcy[4]
- Frederiksberg, Dania
- gmina Uppsala, Szwecja[5]
- Tartu, Estonia